# Al Minya
 Ikke at forveksle med Al Minya (guvernement).
Al Minya (eller bare Minya) er en by i det centrale Egypten, med et indbyggertal på cirka 236.043 (2006). Byen, der ligger ved breden af Nilen, er hovedstad i et guvernement af samme navn.